# گیلفورد (حوزه سرشماری)، نیویورک
گیلفورد (به انگلیسی: Guilford) یک منطقهٔ مسکونی در ایالات متحده آمریکا است که در نیویورک واقع شده‌است. گیلفورد ۳٫۸ کیلومتر مربع مساحت و ۳۶۲ نفر جمعیت دارد و ۴۶۱٫۱۷ متر بالاتر از سطح دریا واقع شده‌است.